# غرازان عليا (مقاطعة غيلانغرب)
غرازان عليا (بالفارسية: گرازان علیا) هي قرية تقع في منطقة مركزية ريفية في إيران. يقدر عدد سكانها بـ 157 نسمة بحسب إحصاء 2016.